# Epitola dewitzi
Epitola dewitzi är en fjärilsart som beskrevs av Kirby 1887. Epitola dewitzi ingår i släktet Epitola och familjen juvelvingar. Inga underarter finns listade i Catalogue of Life.